# Weseraue

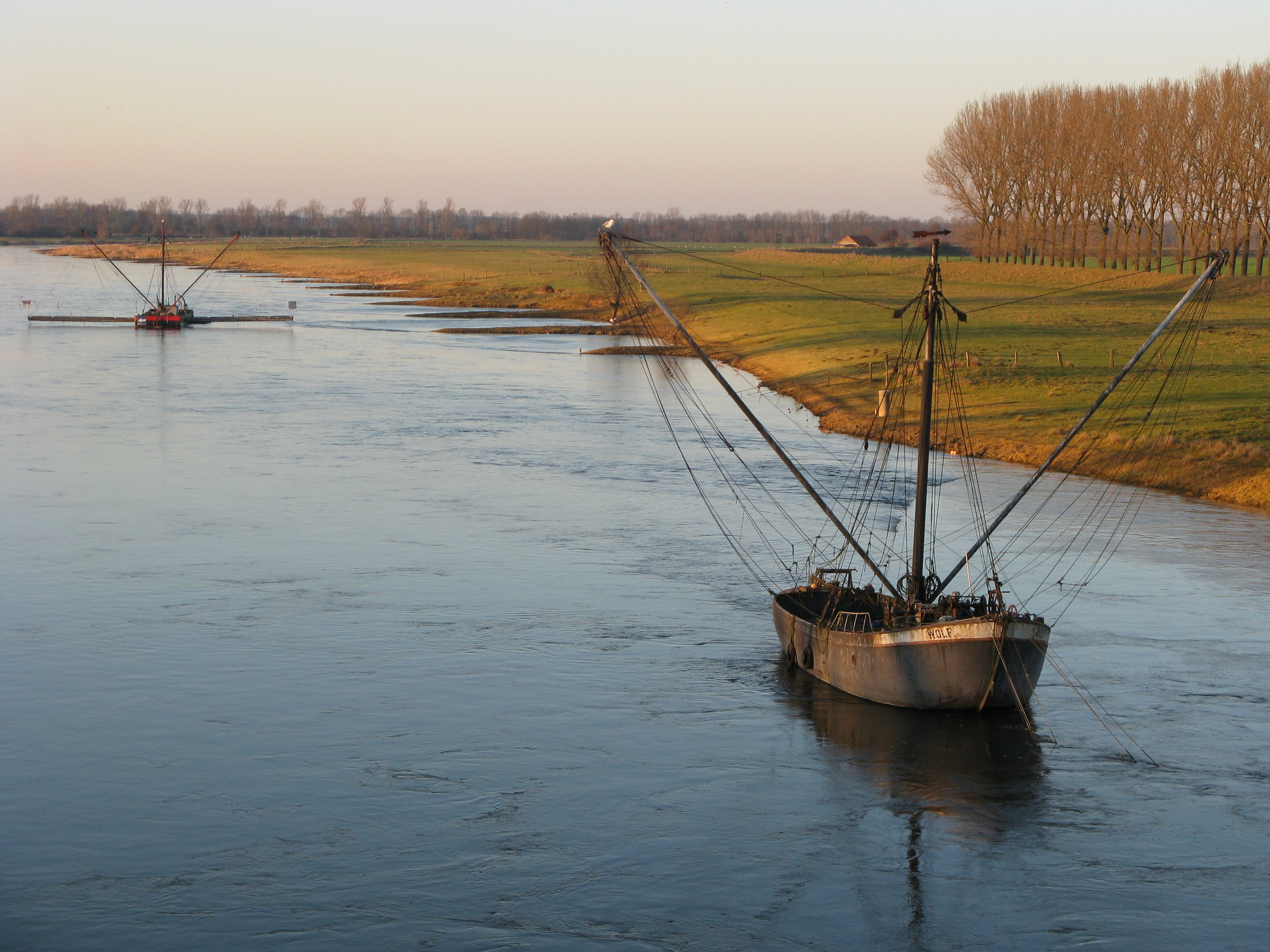
Blick von der Brücke bei Schlüsselburg in die Weseraue

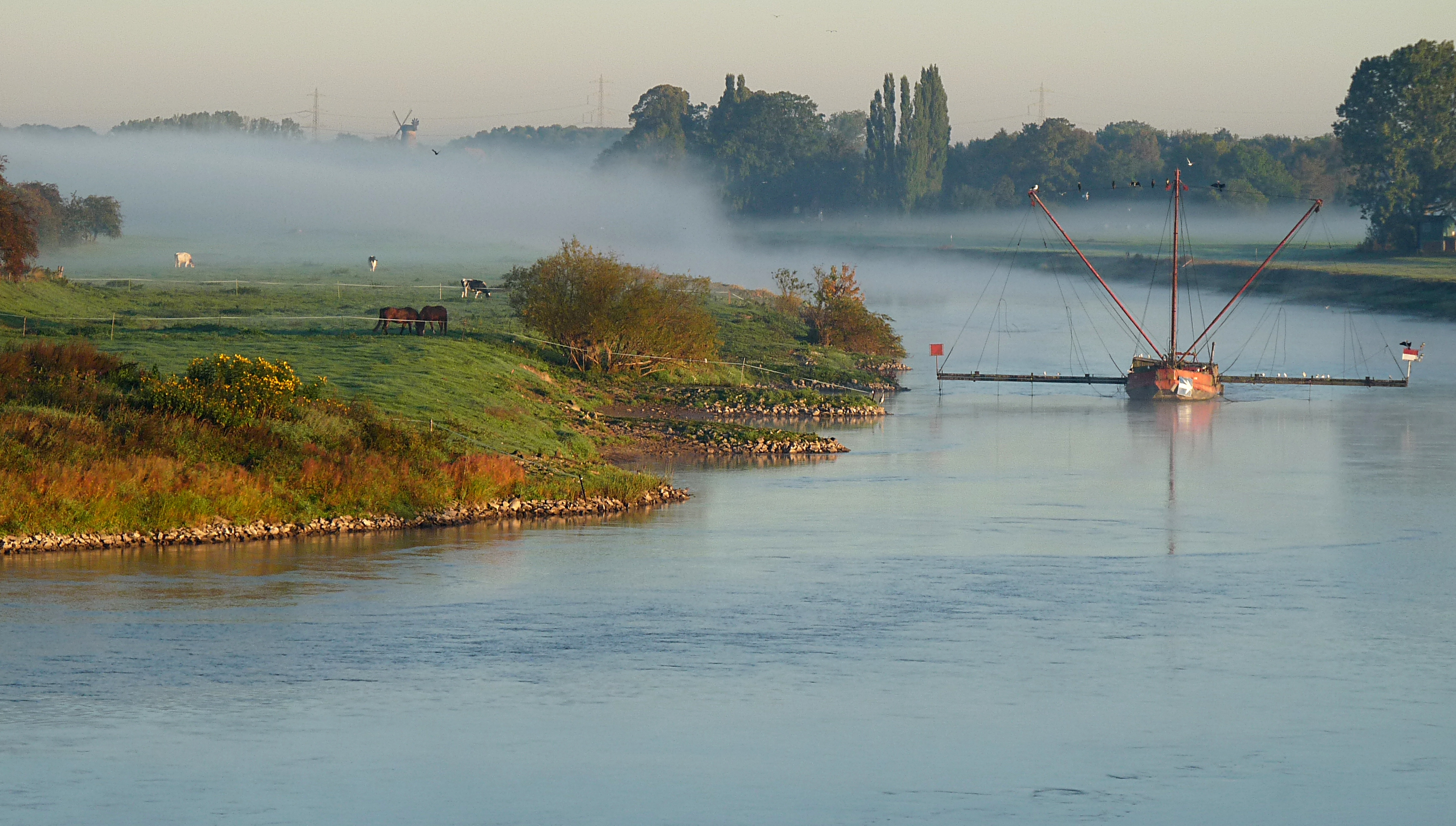
Blick von der Staustufe Petershagen in den südlichen Bereich des Naturschutzgebiets

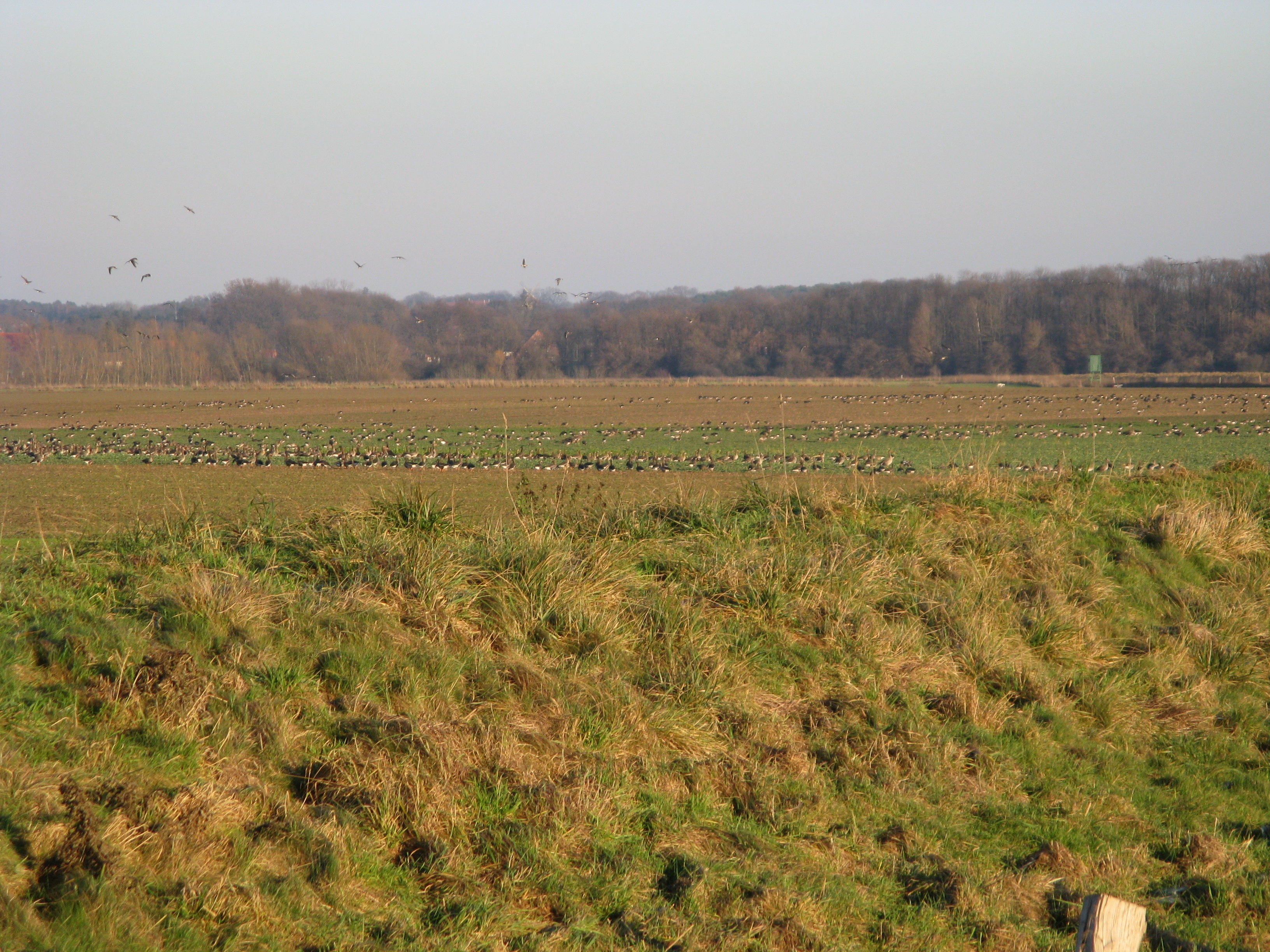
Gänse in der Weseraue

Das Naturschutzgebiet Weseraue ist mit rund 770 Hektar das zweitgrößte Naturschutzgebiet im Kreis Minden-Lübbecke. Es wird geführt unter der Bezeichnung MI-002.

## Lage
Von der Weserbrücke in Petershagen zieht es sich 24 Kilometer bis zur Landesgrenze zu Niedersachsen bei Schlüsselburg hin und umfasst den Bereich der Auenlandschaft der Weser. Außerdem gehört ein  Abschnitt der Gehleniederung im Bereich der Mündung in die Weser dazu. Das gesamte Naturschutzgebiet liegt im Bereich der Stadt Petershagen.
Das Naturschutzgebiet Staustufe Schlüsselburg unterbricht das Naturschutzgebiet Weseraue, das sowohl südlich als auch nördlich von ihm liegt. Die Weseraue umschließt bzw. grenzt an die Naturschutzgebiete Windheimer Marsch, Häverner Marsch, Grube Baltus, Mittelweser sowie Staustufe Schlüsselburg.

## Bedeutung
Bedeutung erlangt die Weseraue durch die ganzjährige Funktion als Brut-, Rast-, Mauser- und Überwinterungsplatz. Zu den hier anzutreffenden Wat- und Wasservögeln gehören der Bruchwasserläufer, die Schellente und der Zwergschwan. Als herausragender Bestandteil des EU-Vogelschutzgebiets „Weseraue“ ist die Weseraue Lebensraum unter anderem für den Kiebitz, die Waldsaatgans, die Blässgans und den Singschwan sowie den Bruchwasserläufer.
Für die genannten Naturschutzgebiete stellt die Weseraue ein wichtiges Vernetzungselement dar. Hierzu tragen die auentypischen Lebensräumen wie Wiesen und Weiden, Auengebüsche und Kleingewässer bei. Außerdem liegen im Naturschutzgebiet etliche ehemalige Kiesabgrabungen.
Das Naturschutzgebiet ist außerdem Bestandteil des nach der Ramsar-Konvention besonders zu schützenden und zu entwickelnden „Feuchtgebietes von internationaler Bedeutung Weserstaustufe Schlüsselburg“. Hinsichtlich der ornithologischen Bedeutung ist die Weseraue vernetzt mit den Schutzgebieten im Bereich des Dümmers und des Steinhuder Meeres im Sinne von Natura 2000.